# Kubok SSSR 1937
La Kubok SSSR 1937 fu la 2ª edizione del trofeo. Vide la vittoria finale della Dinamo Mosca, al suo primo titolo, che vinse in finale contro la Dinamo Tbilisi, alla sua seconda finale consecutiva persa.

## Formula
Erano previsti in tutto sette turni, tutti ad eliminazione diretta con gare di sola andata.
In caso di parità al termine dei 90 minuti erano previsti i tempi supplementari e, in caso di ulteriore parità, la ripetizione della gara.

## Primo turno
Le gare furono disputate tra il 23 e il 26 maggio 1937.
Al turno parteciparono 124 squadre.
| Squadra 1                          | Risultato   | Squadra 2                  |
| ---------------------------------- | ----------- | -------------------------- |
| Stroitel Krivoi Rog                | [ 1 ]       | Krasnaya Roza Moskva       |
| Spartak Kiev                       | 7 – 3       | Monolit Orehovo-Zuyevo     |
| Lokomotiv Vologda                  | 1 – 10      | CDKA Mosca                 |
| Zolotoprofsoyuz Cita               | 3 – 2 (dts) | Stroitel K.N.A.            |
| Zenit Taganrog                     | 1 – 9       | Dinamo Tbilisi             |
| Zenit Kuybyshev                    | 2 – 0       | Spartak Kazan              |
| Traktor Stalingrado                | 9 – 1       | Dinamo Saratov             |
| Torpedo Kharkov                    | 1 – 0       | Burevestnik Mosca          |
| Traktor Chelyabinsk                | 2 – 3 (dts) | Dinamo Omsk                |
| Torpedo Izhevsk                    | 2 – 1       | Spartak Gorkiy             |
| Temp Cheboksary                    | 1 – 9       | Dinamo-2 Mosca             |
| Sudostroitel Sormovo               | 0 – 3       | Spartak Mosca              |
| Sudostroitel Sevastopol            | 0 – 1       | Zdorovye Kharkov           |
| Sudostroitel' Mykolaïv             | 0 – 4       | Lokomotiv Mosca            |
| Stroitel Yerevan                   | 1 – 5       | Temp Baku                  |
| Stalin Factory Leningrado          | 2 – 5       | Stalinets Kharkov          |
| Stalin Factory Kramatorsk          | 1 – 6       | Spartak Dnepropetrovsk     |
| ZiP Dnepropetrovsk                 | 0 – 1       | Pravda Mosca               |
| Stal Dnipropetrovs'k               | 0 – 2       | Energiya Mosca             |
| Spartak Saratov                    | 3 – 5 (dts) | Spartak Kuybyshev          |
| Spartak Novosibirsk                | 2 – 0       | Metallurg Stalinsk         |
| Snaiper Kirov                      | 2 – 0       | Zenit Iževsk               |
| Selmash Kharkov                    | 1 – 0 (dts) | Lokomotiv-2 Mosca          |
| Zavod im. Ordžonikidze Leningrado  | 3 – 1       | Dzeržinec Kolomna          |
| Neftyanik Baku                     | 1 – 0       | Dinamo Erevan              |
| Metallurg Stalingrad               | 2 – 3 (dts) | Torpedo Mosca              |
| Metallurg Magnitogorsk             | 3 – 1       | Dinamo Chelyabinsk         |
| Lokomotiv Yasinovataya             | 0 – 6       | Dinamo Dnepropetrovsk      |
| Lokomotiv Jaroslav                 | 1 – 5       | Krasnoe Znamya Yegoryevsk  |
| Lokomotiv Tbilisi                  | 4 – 1       | Dinamo Baku                |
| Lokomotiv Slavyansk                | 0 – 6       | Dinamo Rostov              |
| Lokomotiv Serpukhov                | 2 – 1       | Krylya Sovetov Zaporozhye  |
| Lokomotiv Charkiv                  | 2 – 1       | Kirov Factory Leningrado   |
| Lokomotiv Dnepropetrovsk           | 7 – 2       | KIM Mosca                  |
| Krylya Sovetov Rybinsk             | 1 – 9       | Spartak Ivanovo            |
| Kryl'ja Sovetov Mosca              | 3 – 0       | Lokomotyv Kiev             |
| Krasnoye Znamya Noginsk            | 4 – 3 (dts) | Krasny Konditer Mosca      |
| Industrial Institute Novocherkassk | 1 – 3       | Dinamo Kharkov             |
| GOLIFK Leningrado                  | 7 – 2       | Metallurg Elektrostal      |
| Frunze Factory Konstantinovka      | 2 – 5       | Metallurg Mosca            |
| Dinamo Voronezh                    | 0 – 1 (dts) | Spartak Kharkov            |
| Dinamo Stalinabad                  | 2 – 1       | Traktor Tashkent           |
| Dinamo Odessa                      | 7 – 0       | Krasnoye Znamya Orechovo   |
| Dinamo Minsk                       | 1 – 4       | Dinamo Mosca               |
| Dinamo Lyubertsy                   | 1 – 3       | Torpedo Gor'kij            |
| Dinamo Kursk                       | 2 – 6 (dts) | Stalinets Mosca            |
| Dinamo Kungur                      | 1 – 8       | Dinamo Leningrado          |
| Dinamo Krasnoyarsk                 | 4 – 2       | Krylya Sovetov Irkutsk     |
| Dinamo Kirov                       | 2 – 1       | Krylya Sovetov Gorky       |
| Dinamo Kiev                        | 3 – 0       | DKA Smolensk               |
| Dinamo Ivanovo                     | 0 – 4       | Spartak-2 Mosca            |
| Dinamo Gorky                       | 5 – 1       | Sel'maš Ljubercy           |
| Dinamo Batumi                      | 2 – 0       | Stroiteli Baku             |
| DKA Leningrad                      | 2 – 1       | Krasnoe Znamya Mosca       |
| Avangard Votkinsk                  | 0 – 8       | Dinamo Kazan               |
| Stalinec Leningrado                | 1 – 2       | Avangard Kramatorsk        |
| Dzeržinec Vorošilovgrad            | 4 – 2       | Krasnaja Zarja             |
| Stachanovec Stalino                | 1 – 2       | Spartak Leningrado         |
| Lokomotiv Baku                     | 4 – 0       | DKA Ashkhabad              |
| Dinamo Irkutsk                     | 0 – 2       | Dinamo Novosibirsk         |
| Dinamo Bolshevo                    | 2 – 1       | Burevestnik Rostov-sul-Don |
| Izhotsky Factory Leningrado        | 1 – 3       | Spartak Minsk              |

## Secondo turno
Le partite furono disputate tra il 29 maggio e il 1º giugno 1937.
Alle 62 vincitrici del turno precedente si unirono Dzerzhinets Bezhitsa e Spartak Erevan (URSS).
| Squadra 1                         | Risultato   | Squadra 2              |
| --------------------------------- | ----------- | ---------------------- |
| Spartak Leningrado                | 4 – 0       | Pravda Mosca           |
| Torpedo Gor'kij                   | 5 – 0       | Zenit Kuybyshev        |
| Stroitel Krivoi Rog               | 0 – 3       | Dinamo Kharkov         |
| Stalinets Mosca                   | 2 – 1       | Spartak-2 Mosca        |
| Stalinets Kharkov                 | 1 – 4       | Kryl'ja Sovetov Mosca  |
| Spartak Kuybyshev                 | 1 – 5       | Torpedo Mosca          |
| Spartak Kiev                      | [ 3 ]       | Dinamo Dnepropetrovsk  |
| Spartak Kharkov                   | 4 – 1       | DKA Leningrad          |
| Spartak Ivanovo                   | 1 – 2       | Dinamo Gorky           |
| Snaiper Kirov                     | 0 – 8       | GOLIFK Leningrado      |
| Zavod im. Ordžonikidze Leningrado | 1 – 8       | Dinamo Kiev            |
| Metallurg Magnitogorsk            | 0 – 5       | Dinamo Leningrado      |
| Lokomotiv Tbilisi                 | 3 – 1       | Temp Baku              |
| Lokomotiv Serpukhov               | 1 – 5       | Dinamo-2 Mosca         |
| Lokomotiv Charkiv                 | 1 – 6       | Lokomotiv Mosca        |
| Lokomotiv Dnepropetrovsk          | 3 – 2       | Metallurg Mosca        |
| Krasnoye Znamya Noginsk           | 3 – 0       | Spartak Minsk          |
| Krasnoe Znamya Yegoryevsk         | 0 – 3       | Dinamo Mosca           |
| Dzerzhinets Bezhitsa              | 4 – 6 (dts) | Spartak Dnepropetrovsk |
| Dinamo Rostov                     | 8 – 1       | Energiya Mosca         |
| Dinamo Omsk                       | 1 – 5       | Dinamo Kazan           |
| Dinamo Odessa                     | 3 – 1 (dts) | Zdorovye Kharkov       |
| Dinamo Krasnoyarsk                | 2 – 3       | Spartak Novosibirsk    |
| Dinamo Batumi                     | 0 – 1       | Neftyanik Baku         |
| CDKA Mosca                        | 5 – 0       | Torpedo Izhevsk        |
| Dzeržinec Vorošilovgrad           | 2 – 1       | Traktor Kharkov        |
| Zolotoprofsoyuz Cita              | 0 – 1       | Dinamo Novosibirsk     |
| Spartak Mosca                     | 3 – 2 (dts) | Traktor Stalingrado    |
| Dinamo Tbilisi                    | 4 – 1       | Spartak Erevan         |
| Dinamo Kirov                      | 2 – 4       | Dinamo Bolshevo        |
| Lokomotiv Baku                    | 5 – 2       | Dinamo Stalinabad      |
| Avangard Kramatorsk               | 1 – 0       | Selmash Kharkov        |

## Sedicesimi di finale
Le partite furono disputate tra il 5 e il 1º giugno 1937.
| Squadra 1              | Risultato   | Squadra 2                |
| ---------------------- | ----------- | ------------------------ |
| Kryl'ja Sovetov Mosca  | 3 – 0       | Dzeržinec Vorošilovgrad  |
| Spartak Leningrado     | 0 – 3       | Dinamo Odessa            |
| Spartak Kiev           | 3 – 0       | Avangard Kramatorsk      |
| Spartak Kharkov        | 3 – 2 (dts) | Lokomotiv Dnepropetrovsk |
| Spartak Dnepropetrovsk | 0 – 1       | Dinamo Rostov            |
| GOLIFK Leningrado      | 2 – 1 (dts) | Stalinets Mosca          |
| Dinamo Tbilisi         | 3 – 0       | Neftyanik Baku           |
| Dinamo Mosca           | 5 – 2       | Torpedo Gor'kij          |
| Dinamo Kharkov         | 0 – 2       | Lokomotiv Mosca          |
| Dinamo Gorky           | 0 – 5       | Dinamo Kiev              |
| CDKA Mosca             | 2 – 1       | Dinamo-2 Mosca           |
| Torpedo Mosca          | 1 – 0       | Dinamo Bolshevo          |
| Dinamo Leningrado      | 0 – 1       | Spartak Novosibirsk      |
| Lokomotiv Tbilisi      | 3 – 1       | Lokomotiv Baku           |
| Dinamo Kazan           | 6 – 0       | Dinamo Novosibirsk       |
| Spartak Mosca          | 5 – 0       | Krasnoye Znamya Noginsk  |

## Ottavi di finale
Le partite furono disputate tra l'11 e il 15 giugno 1937.
| Squadra 1       | Risultato   | Squadra 2             |
| --------------- | ----------- | --------------------- |
| Dinamo Kazan    | 4 – 0       | Spartak Novosibirsk   |
| CDKA Mosca      | 3 – 2 (dts) | Spartak Mosca         |
| Dinamo Kiev     | 4 – 0       | Torpedo Mosca         |
| Dinamo Odessa   | 2 – 0       | Kryl'ja Sovetov Mosca |
| Lokomotiv Mosca | 4 – 0       | Dinamo Rostov         |
| Spartak Kharkov | 4 – 2 (dts) | Spartak Kiev          |
| Dinamo Mosca    | 1 – 0 (dts) | GOLIFK Leningrado     |
| Dinamo Tbilisi  | 6 – 0       | Lokomotiv Tbilisi     |

## Quarti di finale
Le gare furono disputate tra il 17 e il 20 giugno 1937
| Squadra 1       | Risultato | Squadra 2       |
| --------------- | --------- | --------------- |
| Dinamo Mosca    | 5 – 1     | Dinamo Kazan    |
| Dinamo Tbilisi  | 2 – 1     | Dinamo Kiev     |
| CDKA Mosca      | 3 – 1     | Dinamo Odessa   |
| Lokomotiv Mosca | 4 – 1     | Spartak Kharkov |

## Semifinali
Le gare furono disputate il 13 luglio 1937.
| Squadra 1    | Risultato | Squadra 2       |
| ------------ | --------- | --------------- |
| CDKA Mosca   | 0 – 1     | Dinamo Tbilisi  |
| Dinamo Mosca | 4 - 1     | Lokomotiv Mosca |

## Finale
| Mosca 16 luglio 1937, ore ?:? | Dinamo Mosca | 5 – 2 referto                                    | Dinamo Tbilisi | Stadio Dinamo (Mosca) (47000 spett.) |
| \| \| \| \| \| Smirnov 21’ (rig.) Semičastnyj 22’, 35’ (72) Sergej Il'in 75’ \| Marcatori \| 19’ V. Berdzenišvili 60’ (rig.) M. Berdzenišvili \| |              |                                                  |                |                                      |
| |              |                                                  |                |                                      |
| Smirnov 21’ (rig.) Semičastnyj 22’, 35’ (72) Sergej Il'in 75’                                                                                    | Marcatori    | 19’ V. Berdzenišvili 60’ (rig.) M. Berdzenišvili |                |                                      |